# Scott Jurek
Scott Gordon Jurek est un ultra-marathonien né le 26 octobre 1973 à Proctor, dans le Minnesota, aux (États-Unis).

## Biographie
Scott Jurek est né à Proctor, Minnesota, aux États-Unis, de parents polonais (Lynn Swapinski et Gordon Jurek). Il a une sœur (Angela) de trois ans sa cadette et un frère (Greg), qui est cinq ans plus jeune. Il a eu une enfance difficile, entre une mère atteinte d’une sclérose en plaques et un père autoritaire. Scott a très vite été en contact avec la nature, dès son plus jeune âge il partait à contre-cœur chasser et pêcher avec son père et devait également partir en forêt afin de ramener le bois pour chauffer leur maison.
Scott suit des études à l’université St. Scholastica de Duluth, dans le Minnesota, où il obtient son master en kinésithérapie en 1998.
En 1995, l’état de santé de la mère de Scott empire, elle demande le divorce afin de ne pas être une charge pour son mari, et part vivre dans un centre de soin. Cette même année, Scott rencontre sa première femme, Leah, dont il se séparera en 2008.
En 2009, il rencontre son épouse actuelle, Jenny Uehisa, qui dessine des vêtements de sport et qui partage sa passion pour l’ultra marathon. Ils vivent désormais à Boulder, ville située dans l’état du Colorado, où ils pratiquent tous deux le yoga, le vélo, la randonnée, le ski de fond et s’adonnent à leur passion pour la cuisine végane.
Après avoir obtenu son diplôme, Scott déménage à Seattle, où il commence à concourir au niveau national.
Ses grandes victoires :
- Spartathlon, une course longue de 245 km ralliant la ville d’Athènes à celle de Sparte, qu’il remporte trois fois de suite en 2006, 2007 et 2008.
- Hardrock 100, où il s'impose en 2007.
- Western States Endurance Run, qu’il remporte sept années consécutives, de 1999 à 2005.
- Badwater Ultramarathon, qu'il remporte en 2005 et 2006.
- Miwok 100K Trail Race, qu’il remporte en 2002, 2003 et 2004.
- Leona Divide 50 Mile, il gagne cette course quatre fois en 2000, 2001, 2002 et 2004.
- Diez Vista 50K Trail Run, où il s’impose en 2000 et en 2003.
- Montrail Ultra Cup Series, qu’il remporte en 2002 et 2003.
- Bob Graham Round, avec Rickey Gates, ils deviennent les premiers athlètes américains à terminer le parcours en moins de 24 heures en 2014[4].

## Style de vie
Durant son enfance, l’alimentation de Scott était constituée essentiellement de viande. Lorsqu’il était étudiant, Scott mangeait souvent au McDonald's — c’est d’ailleurs dans un de ces restaurants qu’il a rencontré sa première femme, Leah, végétarienne, qui commandait un soda pour un collègue. Elle a initié Scott au régime végétarien, qu’il a adopté en 1997 avant de s’orienter vers le véganisme en 1999.
Le véganisme correspond à ses attentes diététiques, politiques et environnementales. Il opte pour une alimentation essentiellement constituée de plantes et refuse tout aliment et produit issus d’animaux ou testés sur eux. L’alimentation occupe une place très importante dans sa vie et il en fait part dans son livre Eat and run (2012), où il propose quelques recettes véganes. Cette alimentation lui permet d’avoir un organisme suffisamment sain pour courir de très longues distances. Mais le physique ne suffit pas en ultra-marathon, Scott possède également un très fort mental. Courir fait partie de son mode de vie, il ne le fait pas pour la victoire. « La victoire n'est pas mon objectif principal. La découverte, l'accès à mon âme et à mon esprit sont mes buts principaux. »